# Cartigny-l'Épinay
Cartigny-l'Épinay är en kommun i departementet Calvados i regionen Normandie i norra Frankrike. Kommunen ligger i kantonen Isigny-sur-Mer som ligger i arrondissementet Bayeux. År 2022 hade Cartigny-l'Épinay 301 invånare.

## Befolkningsutveckling
Antalet invånare i kommunen Cartigny-l'Épinay
Referens: INSEE